# Cementerio de Palm Grove
El Cementerio de Palm Grove (en inglés: Palm Grove Cemetery) es un cementerio cerca del centro de Monrovia, capital del país africano de Liberia. Durante el gobierno de Tolbert, el cementerio se convirtió en el foco de la "Jornada nacional de la decoración", que continuó después que Tolbert fuese asesinado en un golpe de Estado en 1980 y su cuerpo fuese arrojado en el cementerio. Una vez cementerio nacional del país, fue tema de discusión durante junio de 1982 por las autoridades municipales de Monrovia. En una queja al Consejo de Redención del Pueblo, la ciudad tomó nota de que el cementerio estaba siendo utilizado como vertedero de residuos y estaba tan lleno de tumbas que los nuevos entierros se realizaban de forma insegura, a pesar de que un número creciente de residentes locales estaban siendo enterrados en Paynesville. Las autoridades pidieron permiso para cerrar el cementerio para nuevos entierros y para mover el cementerio a una nueva ubicación, distante de su lugar de ubicción original, pero el cementerio permanece en Monrovia hasta la fecha.